# Persone di nome Pietro/Architetti
| Questa pagina contiene informazioni ricavate automaticamente dalle voci biografiche con l'ausilio del template Bio e di un bot. L'aggiornamento è periodico e automatico e ricostruisce completamente la pagina. Se manca una persona in questa lista, sei pregato di non aggiungerla, ma accertati piuttosto che la sua voce biografica contenga il template Bio e che i dati anagrafici siano correttamente compilati. Se il template Bio manca, inseriscilo tu stesso o, in alternativa, metti l'avviso {{tmp\|Bio}} che ne segnala la mancanza. Se i dati riportati sono sbagliati, correggi direttamente la voce biografica; le modifiche saranno visibili in questa lista entro pochi giorni. Per chiarimenti vedi il progetto antroponimi. La lista contiene solo le 59 persone che sono citate nell'enciclopedia e per le quali è stato implementato correttamente il template Bio. Pagina aggiornata al 6 ago 2025. |

Questa è una lista di persone presenti nell'enciclopedia che hanno il nome Pietro e sono architetti.

## A(3)
- Pietro Annibale, architetto e ingegnere italiano (Toscana - † 1539)
- Pietro Augustoni, architetto italiano (Como, n. 1741 - Fermo, † 1815)
- Pietro Avoscani, architetto italiano (Livorno, n. 1816 - Alessandria d'Egitto, † 1891)

## B(10)
- Pietro Barucci, architetto e urbanista italiano (Roma, n. 1922 - Roma, † 2023)
- Pietro Basejo, architetto e scultore italiano († 1354)
- Pietro Belluschi, architetto italiano (Ancona, n. 1899 - Portland, † 1994)
- Pietro Bernardini, architetto italiano (Montecarlo di Lucca, n. 1799 - Pescia, † 1865)
- Pietro Berzolla, architetto italiano (Pontenure, n. 1898 - Piacenza, † 1984)
- Pietro Betta, architetto e urbanista italiano (Torino, n. 1878 - Torino, † 1932)
- Pietro Bianchi, architetto, ingegnere e archeologo svizzero (Lugano, n. 1787 - Napoli, † 1849)
- Pietro Bon, architetto italiano (Venezia, † 1529)
- Pietro Bonvicini, architetto svizzero (Lugano, n. 1741 - Torino, † 1796)
- Pietro Carlo Borboni, architetto svizzero (Lugano, n. 1720 - Cesena, † 1773)

## C(8)
- Pietro Camporese, architetto italiano (Roma, n. 1726 - Roma, † 1781)
- Pietro Camporese il Giovane, architetto italiano (Roma, n. 1792 - Roma, † 1873)
- Pietro Cantini, architetto italiano (Firenze, n. 1847 - Suesca, † 1929)
- Pietro Carattoli, architetto, decoratore e scenografo italiano (Perugia, n. 1703 - Perugia, † 1766)
- Pietro Carrera, architetto, ingegnere e imprenditore italiano (n. 1835 - Torino, † 1887)
- Pietro Checchia, architetto italiano (Venezia - Venezia, † 1804)
- Pietro Antonio Corradi, architetto italiano (Como, n. 1613 - † 1683)
- Pietro Cugini, architetto italiano (Colorno, n. 1750 - Colorno, † 1821)

## D(3)
- Pietro Delai, architetto italiano (Scaria d'Intelvi - Bolzano, † 1695)
- Pietro Derossi, architetto e teorico dell'architettura italiano (Torino, n. 1933)
- Pietro Benvenuto degli Ordini, architetto italiano (Ferrara - Ferrara, † 1483)

## F(5)
- Pietro Fenoglio, architetto e ingegnere italiano (Torino, n. 1865 - Corio, † 1927)
- Pietro Ferrabosco, architetto italiano (Laino, n. 1512 - Lugano, † 1599)
- Pietro Fineschi, architetto e ingegnere italiano (Siena, n. 1875 - Genova, † 1945)
- Pietro Fiorini, architetto italiano (Bologna, n. 1539 - Bologna, † 1629)
- Pietro Paolo Floriani, architetto e militare italiano (Macerata, n. 1585 - Ferrara, † 1638)

## G(3)
- Piero Gambacciani, architetto italiano (Prato, n. 1923 - Genova, † 2008)
- Pietro Ghinelli, architetto italiano (Senigallia, n. 1759 - Senigallia, † 1834)
- Pietro Gilardoni, architetto e incisore italiano (Puria, n. 1763 - Milano, † 1839)

## H(1)
- Pietro Holl, architetto italiano (Roma, n. 1780 - Roma, † 1850)

## I(1)
- Pietro Isabello, architetto italiano († 1549)

## L(3)
- Pietro Laureano, architetto e urbanista italiano (Tricarico, n. 1951)
- Pietro Lingeri, architetto italiano (Tremezzo, n. 1894 - Tremezzo, † 1968)
- Pietro Lombardi, architetto e scultore italiano (Roma, n. 1894 - Roma, † 1984)

## M(4)
- Pietro Maggi, architetto svizzero (Bruzella, n. 1756 - Colonnella, † 1817)
- Pietro Marchelli, architetto italiano (Reggio nell'Emilia, n. 1806 - Quattro Castella, † 1874)
- Pietro Mazzacurati, architetto italiano (Gualtieri, n. 1932 - Roma, † 2011)
- Pietro Morettini, architetto e ingegnere militare svizzero (Cerentino, n. 1660 - Locarno, † 1737)

## N(1)
- Pietro Nobile, architetto svizzero (Campestro, n. 1776 - Vienna, † 1854)

## P(6)
- Pietro Passalacqua, architetto italiano (Messina, n. 1690 - Roma, † 1748)
- Pietro Pestagalli, architetto e ingegnere italiano (Milano - Milano, † 1853)
- Pietro De Marino, architetto, ingegnere e cartografo italiano (Napoli - Napoli, † 1673)
- Pietro Francesco, architetto italiano
- Piero Portaluppi, architetto, urbanista e storico dell'architettura italiano (Milano, n. 1888 - Milano, † 1967)
- Pietro Provedi, architetto italiano (Siena, n. 1562 - Napoli, † 1623)

## R(1)
- Pietro Rosselli, architetto italiano (n. 1474 - † 1521)

## S(3)
- Pietro Saccardo, architetto e ingegnere italiano (Venezia, n. 1830 - Chirignago, † 1903)
- Pietro Selvatico, architetto, critico d'arte e storico dell'arte italiano (Padova, n. 1803 - Padova, † 1880)
- Pietro Studiati Berni, architetto e ingegnere italiano (Pisa, n. 1876 - Pisa, † 1962)

## T(5)
- Francesco Paciotto, architetto e ingegnere italiano (Urbino, n. 1521 - Urbino, † 1591)
- Pietro Tincolini, architetto italiano
- Pietro Antonio Tomasello, architetto italiano (Padova - Palermo, † 1537)
- Pietro Tomba, architetto italiano (Faenza, n. 1774 - Faenza, † 1846)
- Pietro Antonio Trezzini, architetto svizzero (Astano, n. 1692)

## V(1)
- Pietro Valente, architetto e teorico dell'architettura italiano (Napoli, n. 1794 - Napoli, † 1859)

## Z(1)
- Pietro Zanini, architetto italiano (Udine, n. 1895 - Udine, † 1990)